# Алекс Мумбру
Алекс Мумбру Мурсија (шп. Álex Mumbrú Murcia; Барселона, 12. јун 1979) шпански је кошаркашки тренер и бивши кошаркаш. Играо је на позицији крила. Тренутно је селектор репрезентације Немачке.

## Успеси

### Клупски
- Хувентуд:
  - ФИБА Куп Европе (1): 2005/06.

- Реал Мадрид:
  - УЛЕБ куп (1): 2006/07.
  - Првенство Шпаније (1): 2006/07.

### Репрезентативни
- Медитеранске игре:
  -  2005.
- Светско првенство:
  -  2006.
- Европско првенство:
  -  2009.
  -  2007.
  -  2013.
- Олимпијске игре:
  -  2008.